# 아랑후에스 협주곡
아랑후에스 협주곡(스페인어: Concierto de Aranjuez)은 호아킨 로드리고의 1939년 대표작으로 그가 20세기 스페인 음악의 주요 인물 중 하나가 되는데 크게 기여했다. 아랑후에스 왕궁의 영향을 받아 제작되었고, 이후 KBS TV 토요명화의 오프닝 음악으로도 쓰였다.